# 아베 오사무
아베 오사무(일본어: 安部 理, 1962년 12월 19일 ~ )는 일본의 전 프로 야구 선수이자 야구 지도자, 야구 해설가·평론가이다. 미야기현 시로이시시 출신이며 현역 시절 포지션은 외야수였다.

## 인물

### 프로 입단 전
도호쿠 고등학교 시절에는 1루수로서 활약했는데 동료이자 에이스인 나카조 요시노부 등과 함께 고시엔 대회에 네 차례나 출전했을 뿐만 아니라 ‘도호쿠의 가케후’라는 별명을 가질 정도의 강타자였다. 2학년 때인 1979년 제51회 선발 고등학교 야구 대회 1차전에서 시모노세키 상업고등학교에게 패했고 같은 해 제61회 전국 고등학교 야구 선수권 대회 1차전에서는 세이세이코 고등학교에게 대패했다. 이듬해 1980년 제52회 선발 고등학교 야구 대회의 2차전(첫 경기)에서는 마쓰에 상업고등학교를 꺾었으나, 준준결승전에서 마루카메조세이 고등학교에게 패했다. 같은 해 제62회 전국 고등학교 야구 선수권 대회 1차전에서 게이호 고등학교의 에이스 모토니시 아쓰히로를 무너뜨리고 승리했다. 2차전에서는 고세키 마사히코가 소속돼 있던 나라시노 고등학교에게 완봉승을 거두었지만 3차전 상대인 하마마쓰 상업고등학교에게 역전패를 당했다. 나카조 이외의 고교 동기로는 3루수였던 사토 히로시가 있었다.

### 프로 야구 선수 시절
1980년 프로 야구 드래프트 회의에서 세이부 라이온스로부터 4순위 지명을 받아 입단했다. 입단 후 2군에서의 생활이 이어졌지만 1983년에 미국 마이너 리그의 야구 유학을 거쳐(아키야마 고지, 고마자키 유키이치, 시라하타 다카히로 등과 함께 유학) 1987년 6월 13일 난카이 호크스전에서 프로 데뷔 첫 홈런인 만루 홈런을 때려내며 두각을 드러냈다. 그 해 일본 시리즈에서는 AK포의 후속 타자(5번 타자)를 맡았고 이듬해 1988년 첫 홈런도 만루 홈런을 날리는 등 기회에 강한 배팅을 유감없이 발휘하면서 일약 일본 전역의 팬들에게 이름을 알리게 됐다.
세이부 황금 시대에는 좌익수의 준주전, 대타로서 팀의 황금 시대를 지원했다. 정규 페넌트레이스에서는 부진했어도 일본 시리즈에선 연타를 날리는 등 ‘시리즈의 남자’라고 불렸다. 특히 요미우리 자이언츠의 구와타 마스미에게 강한 면모를 보여주었다.
팀의 세대 교체에 따른 1996년 시즌 종료 후에 방출 통보를 받았고 긴테쓰 버펄로스의 입단 테스트를 받고 합격했다. 후지이데라 구장 근처의 기숙사에 단신 부임하면서 젊은 선수를 조련하고 1997년에 좋은 성적을 거두며 부활했다. 긴테쓰에서는 주로 1루수와 대타로 활약했고, 요시오카 유지가 두각을 나타낸 1999년을 끝으로 현역에서 은퇴했다. 현역 마지막 경기는 9월 23일 세이부 돔에서 열린 친정팀 세이부전이었고 경기 후 세이부·긴테쓰 양팀 선수들과 코칭 스태프들이 아베를 헹가래 친 뒤 18년간 현역 생활에의 작별 인사를 건네줬다. 이 때문에 이 헹가래는 많은 프로 야구 팬들을 감동시켰다.

### 그 후
이후 프로 야구 마스터스 리그 팀인 도쿄 드림스에 소속했다.
2005년부터 도호쿠 라쿠텐 골든이글스 주니어 코치로서 선수 및 코치와 함께 센다이시를 중심으로 한 초등학교를 방문하거나 ‘라쿠텐 이글스·BASEBALL SCHOOL’의 상근 강사와 라쿠텐 구단이 도호쿠 각지에서 주최하는 소년 야구 학원의 강사 등으로 활동했다. 그 외에도 스카이 에이, 라쿠텐 이글스 TV(인터넷 방송)에서의 해설을 담당했다.
2010년부터 라쿠텐 1군 타격 코치 보좌로 발탁됐으나 팀 득점과 팀 타율이 동시에 리그 최하위로 떨어지며 침체를 겪는 등 타격 면에서 뚜렷한 성적을 남기지 못하고 7월 25일부로 이소베 고이치 2군 육성 코치(타격 담당)와 교체됐다. 2011년에는 라쿠텐 2군 타격 코치를 맡고 있었지만 그해 5월 15일에 2군 육성 코치(타격 담당)로 보직이 변경되면서 시즌 종료 후 코치직에서 물러났다.
2012년에는 세이부 1군 타격 코치로 부임했지만 2013년 10월 15일에 구단으로부터 다음 시즌의 계약을 맺지 않는다는 통보를 받고 퇴단했다. 2014년에는 대한민국의 독립 야구팀 고양 원더스 코치를 1년 간 맡았고 2015년에는 KBO 리그인 한화 이글스 2군 타격 코치로 부임하여 1년 간 역임했다. 2017년 4월부터 다카치호 대학 경식 야구부 감독으로 부임했다.

## 상세 정보

### 출신 학교
- 도호쿠 고등학교

### 선수 경력
- 세이부 라이온스(1981년 ~ 1996년)
- 긴테쓰 버펄로스·오사카 긴테쓰 버펄로스(1997년 ~ 1999년)

### 지도자 경력
- 중신 웨일스 코치(2000년)
- 도호쿠 라쿠텐 골든이글스 1군 타격 코치(2010년 ~ 2010년 7월 25일)
- 도호쿠 라쿠텐 골든이글스 2군 육성 코치(2010년 7월 26일 ~ 같은 해 시즌 종료)
- 도호쿠 라쿠텐 골든이글스 2군 타격 코치·2군 육성 코치(2011년)
- 사이타마 세이부 라이온스 1군 타격 코치(2012년 ~ 2013년)
- 고양 원더스 타격 코치(2014년)
- 한화 이글스 2군 타격 코치(2015년)

### 등번호
- 36(1981년 ~ 1985년)
- 6(1986년)
- 25(1987년 ~ 1996년)
- 38(1997년 ~ 1999년)
- 76(2010년 ~ 2011년)
- 72(2012년 ~ 2013년)
- 71(2014년)
- 73(2015년)

### 연도별 타격 성적
| 연 도       | 소 속       | 경 기 | 타 석 | 타 수 | 득 점 | 안 타 | 2 루 타 | 3 루 타 | 홈 런 | 루 타 | 타 점 | 도 루 | 도 루 자 | 희 생 번 | 희 생 플 | 볼 넷 | 고 4 | 사 구 | 삼 진 | 병 살 타 | 타 율 | 출 루 율 | 장 타 율 | O P S |
| ----------- | ----------- | ----- | ----- | ----- | ----- | ----- | ------- | ------- | ----- | ----- | ----- | ----- | -------- | -------- | -------- | ----- | ---- | ----- | ----- | -------- | ----- | -------- | -------- | ----- |
| 1984년      | 세이부      | 17    | 32    | 28    | 2     | 3     | 0       | 0       | 0     | 3     | 0     | 0     | 0        | 1        | 0        | 3     | 0    | 0     | 4     | 1        | .107  | .194     | .107     | .301  |
| 1985년      | 세이부      | 23    | 28    | 26    | 1     | 2     | 0       | 0       | 0     | 2     | 1     | 0     | 0        | 0        | 1        | 1     | 0    | 0     | 6     | 0        | .077  | .107     | .077     | .184  |
| 1987년      | 세이부      | 83    | 228   | 203   | 27    | 55    | 6       | 2       | 7     | 86    | 26    | 4     | 2        | 3        | 3        | 18    | 3    | 1     | 37    | 5        | .271  | .329     | .424     | .753  |
| 1988년      | 세이부      | 107   | 361   | 319   | 39    | 84    | 17      | 3       | 8     | 131   | 49    | 1     | 3        | 8        | 2        | 31    | 3    | 1     | 57    | 7        | .263  | .329     | .411     | .739  |
| 1989년      | 세이부      | 35    | 93    | 84    | 11    | 20    | 6       | 1       | 1     | 31    | 9     | 1     | 1        | 0        | 0        | 9     | 1    | 0     | 18    | 3        | .238  | .312     | .369     | .681  |
| 1990년      | 세이부      | 34    | 75    | 62    | 2     | 13    | 3       | 1       | 0     | 18    | 6     | 2     | 2        | 2        | 1        | 10    | 0    | 0     | 12    | 1        | .210  | .315     | .290     | .605  |
| 1991년      | 세이부      | 43    | 76    | 63    | 6     | 12    | 2       | 1       | 3     | 25    | 9     | 1     | 0        | 0        | 0        | 13    | 0    | 0     | 10    | 1        | .190  | .329     | .397     | .726  |
| 1992년      | 세이부      | 84    | 248   | 220   | 24    | 54    | 17      | 0       | 7     | 92    | 25    | 0     | 3        | 1        | 1        | 25    | 1    | 1     | 29    | 10       | .245  | .324     | .418     | .742  |
| 1993년      | 세이부      | 90    | 193   | 174   | 16    | 47    | 10      | 0       | 5     | 72    | 17    | 2     | 0        | 0        | 0        | 17    | 1    | 2     | 28    | 7        | .270  | .342     | .414     | .756  |
| 1994년      | 세이부      | 92    | 217   | 201   | 27    | 70    | 19      | 3       | 3     | 104   | 33    | 2     | 2        | 0        | 2        | 14    | 1    | 0     | 32    | 6        | .348  | .387     | .517     | .905  |
| 1995년      | 세이부      | 32    | 48    | 47    | 2     | 5     | 0       | 0       | 1     | 8     | 4     | 0     | 0        | 0        | 0        | 1     | 1    | 0     | 18    | 2        | .106  | .125     | .170     | .295  |
| 1996년      | 세이부      | 6     | 8     | 7     | 0     | 0     | 0       | 0       | 0     | 0     | 1     | 0     | 0        | 0        | 0        | 0     | 0    | 1     | 1     | 2        | .000  | .125     | .000     | .125  |
| 1997년      | 긴테쓰      | 81    | 195   | 173   | 16    | 52    | 11      | 0       | 2     | 69    | 24    | 2     | 2        | 0        | 4        | 18    | 1    | 0     | 27    | 3        | .301  | .359     | .399     | .758  |
| 1998년      | 긴테쓰      | 72    | 160   | 144   | 17    | 36    | 9       | 0       | 1     | 48    | 12    | 2     | 0        | 0        | 2        | 13    | 1    | 1     | 19    | 2        | .250  | .313     | .333     | .646  |
| 1999년      | 긴테쓰      | 17    | 21    | 21    | 2     | 5     | 0       | 0       | 0     | 5     | 1     | 1     | 0        | 0        | 0        | 0     | 0    | 0     | 6     | 2        | .238  | .238     | .238     | .476  |
| 통산 : 15년 | 통산 : 15년 | 816   | 1983  | 1772  | 192   | 458   | 100     | 11      | 38    | 694   | 217   | 18    | 15       | 15       | 16       | 173   | 13   | 7     | 304   | 52       | .258  | .324     | .392     | .716  |